# 西部省份疏離感

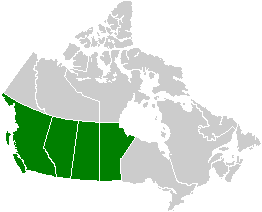
加拿大的西部省份

西部省份疏離感（英語：Western alienation）是加拿大政治中的一個術語，指的是加拿大西部的四個省份，分別是不列顛哥倫比亞省、阿爾伯塔省、薩斯喀徹溫省和馬尼托巴省，感到被中央政府疏遠，並且在某些情況下被排除在加拿大主流政治事務之外。在加拿大，政治、人口及經濟重心集中在安大略省和魁北克省，西部省份的人認為安大略省和魁北克省在政治上代表性過多，而且在經濟上更被重視，這引起了西部省份人對國家身份認同的疏離感。